# Distrito de Trutnov
El distrito de Trutnov es uno de los cinco distritos que conforman la región de Hradec Králové, República Checa. Se encuentra ubicado al norte del país, al noreste de Praga, cerca de la frontera con Polonia. Su capital es la ciudad de Trutnov.

## Localidades
- Batňovice
- Bernartice
- Bílá Třemešná
- Bílé Poličany
- Borovnice
- Borovnička
- Čermná
- Černý Důl
- Chotěvice
- Choustníkovo Hradiště
- Chvaleč
- Dolní Branná
- Dolní Brusnice
- Dolní Dvůr
- Dolní Kalná
- Dolní Lánov
- Dolní Olešnice
- Doubravice
- Dubenec
- Dvůr Králové nad Labem
- Hajnice
- Havlovice
- Horní Brusnice
- Horní Kalná
- Horní Maršov
- Horní Olešnice
- Hostinné
- Hřibojedy
- Janské Lázně
- Jívka
- Klášterská Lhota
- Kocbeře
- Kohoutov
- Královec
- Kuks
- Kunčice nad Labem
- Lampertice
- Lánov
- Lanžov
- Libňatov
- Libotov
- Litíč
- Malá Úpa
- Malé Svatoňovice
- Maršov u Úpice
- Mladé Buky
- Mostek
- Nemojov
- Pec pod Sněžkou
- Pilníkov
- Prosečné
- Radvanice
- Rtyně v Podkrkonoší
- Rudník
- Špindlerův Mlýn
- Stanovice
- Staré Buky
- Strážné
- Suchovršice
- Svoboda nad Úpou
- Třebihošť
- Trotina
- Trutnov
- Úpice
- Velké Svatoňovice
- Velký Vřešťov
- Vilantice
- Vítězná
- Vlčice
- Vlčkovice v Podkrkonoší
- Vrchlabí
- Zábřezí-Řečice
- Žacléř
- Zdobín
- Zlatá Olešnice